# ياكيرة وبسترية
ياكيرة وبسترية (الاسم العلمي:Yakirra websteri) هي نوع من النباتات تتبع جنس الياكيرة من الفصيلة النجيلية.